# Can't Lie
Can't Lie è un singolo del cantante canadese Ali Gatie, pubblicato il 17 gennaio 2018.

## Tracce
1. Can't Lie – 3:15